# Melicerita laurifolia
Melicerita laurifolia är en mossdjursart som beskrevs av Jean-Loup d'Hondt och Gordon 1999. Melicerita laurifolia ingår i släktet Melicerita och familjen Cellariidae. Inga underarter finns listade i Catalogue of Life.